# Вир (Канзас)
Вир (енгл. Weir) град је у америчкој савезној држави Канзас.

## Демографија
По попису из 2010. године број становника је 686, што је 94 (-12,1%) становника мање него 2000. године.
| Група             | 2000.       | 2010.       |
| Белци             | 754 (96,7%) | 640 (93,3%) |
| Афроамериканци    | 3 (0,4%)    | 2 (0,3%)    |
| Азијати           | 0 (0,0%)    | 0 (0,0%)    |
| Хиспаноамериканци | 6 (0,8%)    | 15 (2,2%)   |
| Укупно            | 780         | 686         |